# Síndrome de Wiedemann-Rautenstrauch
El síndrome de Wiedemann-Rautenstrauch (WR) (pronunciado [ˈviːdəmanˈʁaʊtn̩ʃtʁaʊx] en alemán), también conocido como el síndrome progeroide neonatal, es un trastorno inusual de padecimiento progeroide autosómico recesivo. En total, se han documentado más de 30 casos de WR. El WR se asocia con anomalía en la maduración ósea y en el metabolismo de lípidos y hormonas.

## Presentación
Las personas afectadas presentan retraso del crecimiento intrauterino y postnatal, la que causa una estatura baja y un aspecto envejecido desde el nacimiento. Además, causa anomalías físicas entre las que se incluyen: cabeza grande (macrocefalia), cabello escaso,
venas prominentes del cuero cabelludo, párpado doblado hacia adentro ( entropión ), fontanelas anteriores ensanchadas, mejillas hundidas (hipoplasia malar), pérdida general del tejido de grasa debajo de la piel (lipoatrofia), retraso en la erupción dental, 
patrón de cabello anormal (hipotricosis), nariz aguileña, una discapacidad intelectual de leve a grave y dimorfismo.

## Genética
Esta condición ha sido asociada con mutaciones en el gen POLR3A.  Este gen está localizado en el brazo largo del cromosoma 10 (10q22.3). 
Este gen modifica la subunidad más grande de la ARN polimerasa III dirigida por el ARN. Esta subunidad incluye el sitio catalítico del ARN polimerasa III. 
Las mutaciones en este gen se han asociado con hipogonadismo hipogonadotrópico y leucodistrofia hipomielinizante con o sin oligodoncia.  

## Diagnóstico

### Diagnóstico diferencial
El síndrome de lipodistrofia de Marfan ha sido confundido con el síndrome de Wiedemann-Rautenstrauch ya que las características marfanoides son progresivas y a veces incompletas. 
El síndrome de lipodistrofia de Marfan está causado por mutaciones cerca del tercer terminal de  FBN1, lo cual provoca una deficiencia de la hormona proteica asprosina y síntomas de tipo progeroide con reducción del tejido adiposo blanco subcutáneo. 

## Historia
El síndrome de Wiedemann-Rautenstrauch fue reportado por primera vez por Rautenstrauch y Snigula en 1977. Los primeros informes realizados posteriormente fueron hechos por Hans-Rudolf Wiedemann en 1979, Devos en 1981  y Rudin en 1988. 